# Stazione di Ciano Via Tedaldo da Canossa
La stazione di Ciano Via Tedaldo da Canossa è una fermata ferroviaria della ferrovia Reggio Emilia-Ciano d'Enza. Serve il centro abitato di Ciano d'Enza, in provincia di Reggio Emilia.
È gestita da Ferrovie Emilia Romagna (FER).

## Movimento
La fermata è servita dai treni regionali della relazione Reggio Emilia-Ciano d'Enza, svolti da Trenitalia Tper nell'ambito del contratto di servizio stipulato con la regione Emilia-Romagna.
A novembre 2019, la stazione risultava frequentata da un traffico giornaliero medio di circa 70 persone (34 saliti + 36 discesi).
Dal 2022, in seguito alla elettrificazione della ferrovia Reggio Emilia-Ciano d'Enza, la fermata è servita dai treni elettrici Stadler FLIRT e Pop di Trenitalia Tper.